# هفت جشمة (ياتري)
هفت جشمة (بالفارسية: هفت چشمه) هي منطقة سكنية تقع في إيران في قسم یاتري الريفي.